# Albeiro Arias
Albeiro Arias (16 de febrero de 1977) es un ensayista y poeta colombiano. 
Doctor en Artes de la Pontificia Universidad Católica de Chile, Magíster en Literatura de la Universidad Tecnológica de Pereira y Licenciado en Lengua Castellana de la Universidad del Tolima. Profesor de planta de tiempo completo de la Universidad del Tolima. Tiene a su cargo cátedras de Historia del Arte, escrituras creativas y literatura. Experto en temas de plagio, cita y apropiacionismo en las artes visuales. 
Ha recibido reconocimientos literarios de los cuales es Ganador del Concurso Literario de la Pontificia Universidad Católica de Chile 2015 con el cuento "Que aburrida es la muerte". Mención de Honor en el XXVIII Concurso Nacional Universitario de Poesía Universidad Externado de Colombia 2015. Premio municipal de investigación cultural 2013, por su investigación Poesìa del Tolima 1905-1955. Bibliografìa y panorama de autores. Alcaldía de Ibaguè-Secretaria de cultura, turismo y comercio. Premio de Poesía "Juan Lozano y Lozano" 2013, por su libro Desterrados de la luz y en el 2017, vuelve a ganar este premio por su libro "Amanece, cuerpo escindido, otorgado por la Alcaldía de Ibagué-Secretaria de cultura, turismo y comercio. Segundo puesto en el concurso internacional de minicuento "La Amazonìa cuenta" convocado por la Universidad del Amazonas. Su libro Los ojos del nómadarecibió Mención de Honor en el XX Premio Nacional de Poesía Universitaria convocado por la Universidad Externado de Colombia, 2007. El libro Desheredado del paraíso fue finalista en el XII Premio Nacional de Poesía por concurso "Ciro Mendia", 2008. Ocupó el 1° puesto en cuento y poesía en los premios "Creatividad, talento y juventud" convocados por la Universidad del Tolima en el año 2005. 1° puesto en X Concurso Departamental de Minicuento "San Marcelino Champagnat", 2004.  Fue incluido en la antología de poesía 60 poetas colombianos. Una antología. Ibagué: Caza de Libros, 2010. Págs. 13-16.
Sus ensayos y artículos de investigación han sido publicados en revistas físicas de prestigiosas Universidades de Colombia y el extranjero, como la Revista Filosofía y Literatura de la Universidad Tecnológica de Pereira, Estudios de Literatura Colombiana de la Universidad de Antioquia, INDEX, revista de arte contemporáneo de la Pontificia Universidad Católica de Ecuador, Aquelarre de la Universidad del Tolima, Calle 14 Revista de Investigación en el campo del Arte y Estudios Artísticos de la Universidad Distrital Francisco José de Caldas. 

## Libros publicados
- Arias, Albeiro. (Compilador). Ensayistas contemporáneos: Aproximaciones a una valoración de la literatura latinoamericana. Bogotá: Biblioteca Libanense de cultura, 2011. 234 p. Vol. 7. ISBN 978-958-8198-76-7

- Arias, Albeiro. Desheredado del paraíso. Ibagué: Pijao Editores-Caza de Libros, 2009. 72p. ISBN 978-958-44-4654-1

- Arias, Albeiro. Políptico. Ibagué: Caza de Libros, 2012. 82p. ISBN 978-958-8751-24-5

- Arias, Albeiro. Poesía del Tolima 1905-1955. Bibliografía y panorama de autores. Alcaldía de Ibagué-Secretaria de cultura, turismo y comercio, 2013. 146p. ISBN 978-958-8822-21-1

- Arias, Albeiro. Desterrados de la luz. Alcaldía de Ibagué-Secretaria de cultura, turismo y comercio, 2013. 80p. ISBN 978-958-8822-8

- Arias, Albeiro. Antología de escritores del Tolima. (Albeiro Arias Compilador). Universidad del Tolima. Vicerrectorìa de desarrollo humano. 2014. 116p.

- Arias, Albeiro; Torres Correa, Ricardo. Vida y obra de Carlos Orlando Pardo. Premio Ibagué capital musical de reconocimiento a la vida y obra 2016. Ibagué: Pijao Editores; Alcaldía de Ibagué; Secretaria de cultura y turismo de Ibagué. 2016. 241p. ISBN 978-958-4803-04-7

- Arias, Albeiro. “Que aburrida es la muerte”. En: Ganadores Concurso Literario UC. Santiago de Chile, Chile. Pontificia Universidad Católica de Chile. 2015. 184p.

- Arias, Albeiro. Amanece, cuerpo escindido. Alcaldía de Ibagué-Secretaria de cultura, turismo y comercio, 2017. 98p. ISBN 978-958-5435-25-4

- Arias, Albeiro. Álvaro Barrios: Citas y apropiaciones de los ready - made de Marcel Duchamp (1978- 2013).  Ibagué: Sello Editorial Universidad del Tolima, 2021. 300 p. ISBN 978-628-7537-12-5 http://repository.ut.edu.co/handle/001/3568

## Artículos publicados
Arias, A. (2022). El parergon: de la periferia al centro. Revista Calarma – ISSN 2954-7261 (en línea) – Vol. 1 – Núm. 1/ 2022. pp. 113-132.  http://revistas.ut.edu.co/index.php/calarma/issue/view/238
Arias, Albeiro. (2020). Yinka Shonibare, MBE: y la cita al Rococó en Mr. & Mrs. Andrews (sin la cabeza) (1998) y The Swing (after Fragonard) (2001). Núm. 6 (6): Ergoletrías. Universidad del Tolima. http://revistas.ut.edu.co/index.php/ergoletrias/article/view/2124
Arias, A. (2014). Genoveva Alcocer y la bruja de San Antero: el doble y sus posibilidades en La tejedora de coronas de Germán Espinosa. Estudios De Literatura Colombiana, (33), 91–104. Recuperado a partir de https://revistas.udea.edu.co/index.php/elc/article/view/18170
Arias, A. (2017). Apolinére enameled (from) Álvaro Barrios, 1979-1980: la apropiación como hibridación cultural. Index, Revista De Arte contemporáneo, (03), 98-105. https://doi.org/10.26807/cav.v0i03.53
Arias, A. (2018). Mickey Mouse como símbolo de resistencia contra la contaminación cultural: una aproximación a la obra Chac Mool III de Nadín Ospina. Calle 14 revista de investigación en el campo del arte, 13(24), 450–456. https://doi.org/10.14483/21450706.13537
Arias, A. (2019). Los Grabados populares de Álvaro Barrios y su relación con los ready-made de Marcel Duchamp. Calle 14 revista de investigación en el campo del arte, 14(26). https://doi.org/10.14483/21450706.15014
Arias, A. (2019). Álvaro Barrios recíproco: Los ReadyMade de Duchamp como objetos re-encontrados. Estudios Artísticos, 5(7), 193–207. https://doi.org/10.14483/25009311.14988
Arias, A. “La ciudad de los sujetos liminales: Una aproximación a la novela Opio en las nubes de Rafael Chaparro Madiedo” EN: Ensayistas contemporáneos: Aproximaciones a una valoración de la literatura latinoamericana. Bogotá: Biblioteca Libanense de cultura, 2011. 234 p. Vol. 7. ISBN 978-958-8198-76-7